# Pot Black 1970
Der Pot Black 1970 war ein Snooker-Einladungsturnier, das im Januar 1970 in den Pebble Mill Studios im englischen Birmingham ausgetragen wurde. John Spencer revanchierte sich im Finale bei Ray Reardon für die Niederlage im Vorjahresendspiel und besiegte den Titelverteidiger im diesjährigen Endspiel. Sowohl das Preisgeld als auch das höchste Break sind unbekannt.

## Turnierverlauf
Bereits nach der ersten Ausgabe entschloss man sich, den Turniermodus zu verändern. Die acht Spieler teilte man diesmal in zwei Vierer-Gruppen ein, die jeweils ein einfaches Rundenturnier ausspielten. Die beiden Bestplatzierten jeder Abschlusstabelle rückten ins Halbfinale vor, ab dem im K.-o.-System der Sieger ermittelt wurde. Jedes Spiel ging über genau einen Frame.

### Gruppenphase
Gruppe 1
| Pos. | Spieler            | Partien | S | N | Frames |
| ---- | ------------------ | ------- | - | - | ------ |
| 1    | Rex Williams       | 3       | 3 | 0 | 3:0    |
| 2    | John Spencer       | 3       | 2 | 1 | 2:1    |
| 3    | Fred Davis         | 3       | 1 | 2 | 1:2    |
| 4    | Kingsley Kennerley | 3       | 0 | 3 | 0:3    |

| Spiel | Spieler 1    | Ergebnis | Spieler 2          |
| ----- | ------------ | -------- | ------------------ |
| 1     | Fred Davis   | 01:01    | Kingsley Kennerley |
| 2     | John Spencer | 01:01    | Fred Davis         |
| 3     | John Spencer | 01:01    | Kingsley Kennerley |
| 4     | Rex Williams | 01:01    | Kingsley Kennerley |
| 5     | Rex Williams | 01:01    | John Spencer       |
| 6     | Rex Williams | 01:01    | Fred Davis         |

Gruppe 2
| Pos. | Spieler     | Partien | S | N | Frames |
| ---- | ----------- | ------- | - | - | ------ |
| 1    | John Pulman | 3       | 3 | 0 | 3:0    |
| 2    | Ray Reardon | 3       | 2 | 1 | 2:1    |
| 3    | Gary Owen   | 3       | 1 | 2 | 1:2    |
| 4    | Jackie Rea  | 3       | 0 | 3 | 0:3    |

| Spiel | Spieler 1   | Ergebnis | Spieler 2   |
| ----- | ----------- | -------- | ----------- |
| 1     | Gary Owen   | 01:01    | Jackie Rea  |
| 2     | John Pulman | 01:01    | Gary Owen   |
| 3     | John Pulman | 01:01    | Ray Reardon |
| 4     | John Pulman | 01:01    | Jackie Rea  |
| 5     | Ray Reardon | 01:01    | Jackie Rea  |
| 6     | Ray Reardon | 01:01    | Gary Owen   |

### Finalrunde
|  | Halbfinale 1 Frame | Halbfinale 1 Frame |             |              | Finale 1 Frame | Finale 1 Frame |
|  |                    |                    |             |              |                |                |
|  |                    |                    |             |              |                |                |
|  | Rex Williams       | 0                  |             |              |                |                |
|  | Ray Reardon        | 1                  |             |              |                |                |
|  |                    |                    | Ray Reardon | 0            |                |                |
|  |                    |                    |             | John Spencer | 1              |                |
|  | John Pulman        | 0                  |             |              |                |                |
|  | John Spencer       | 1                  |             |              |                |                |
|  |                    |                    |             |              |                |                |

#### Finale
Obwohl beide Spieler nur Zweitplatzierte ihrer Gruppe waren und somit im Halbfinale gegen den jeweils anderen Gruppensieger spielen mussten, gewannen sowohl Reardon als auch Spencer ihre Halbfinalpartien und machten somit die Neuauflage des Vorjahresendspiels perfekt. Spencer gelang dabei die Revanche für seine Niederlage im Vorjahr und gewann seinen ersten Titel beim Pot Black.
| Finale: Best of 1 Frames Pebble Mill Studios, Birmingham, England, Januar 1970 |                |              |
| Ray Reardon                                                                    | 0:1            | John Spencer |
| 27:88                                                                          |                |              |
| –                                                                              | Höchstes Break | –            |
| –                                                                              | Century-Breaks | –            |
| –                                                                              | 50+-Breaks     | –            |